# Omer (bromfietsen)
Omer is een historisch merk van bromfietsen.
De Omer werd geproduceerd door Omer Fabbrica Italiana Motocarri in Reggio Emilia.
Het was een Italiaans merk dat in 1968 begon met de productie van sportieve bromfietsen met 48 cc FB Minarelli-tweetaktmotor.